# Memorial de Sardarapat
El Memorial de Sadarapat és un complex commemoratiu de la batalla de Sardarapat. Situat a Armènia al poble d'Araks, al la província d'Armavir, 11 quilòmetres al sud-oest de la ciutat d'Armavir. El 1968, durant la commemoració del 50 aniversari de la batalla de Sardarapat, que fou del 22 al 26 de maig de 1918, s'inaugurà el parc commemoratiu col·locat sobre el camp de batalla.
L'entrada està flanquejada per enormes bous alats vermells. Un tram d'escales condueix a una plaça on s'aixeca un campanar de 26 metres d'altura. L'estructura de les dotze campanes es pot veure des de lluny. Les campanes sonen cada any el dia de la històrica victòria. El monument està custodiat per lleons alats antics d'estil armeni, i està flanquejat per un jardí en memòria dels màrtirs de l'Alt Karabakh.
El monument és un símbol d'orgull i supervivència i marca el lloc del reeixit intent d'última hora d'Armènia per salvar la nació de la destrucció a mans dels turcs a la batalla de Sardarapat del 22-26 de maig de 1918. Contra els pitjors pressagis, i amb el taló de fons del genocidi que havien patit els anys anteriors, l'improvisat exèrcit d'Armènia va rebutjar les tropes turques en aquesta batalla, i d'aquesta manera van preservar una petita porció de l'Armènia històrica, que esdevindria el nucli de la república actual. En els terrenys de la històrica batalla també s'hi pot visitar el museu Sardarapat d'Etnografia i el Museu d'Història del Moviment d'Alliberament, molt a prop del monument.